# Temporada 2018 de MotoGP
La temporada 2018 de MotoGP fue la 70.º edición de la categoría principal del Campeonato del Mundo de Motociclismo. Comenzó el 18 de marzo en Lusail (Catar) y terminó el 18 de noviembre en Valencia (España). Por primera vez en 70 años de historia el campeonato tuvo 19 rondas, convirtiéndose en la temporada más larga de la historia hasta la fecha. La categoría mayor fue ganada por Marc Márquez tras el Gran Premio de Japón a falta de tres fechas por terminar la temporada.

## Calendario
Los siguientes Grandes Premios se disputaron en la temporada 2018.
| Ronda     | Gran Premio                                         | Circuito                                                | Fecha            |
| --------- | --------------------------------------------------- | ------------------------------------------------------- | ---------------- |
| 1         | Gran Premio de Catar                                | Circuito Internacional de Losail, Lusail                | 18 de marzo      |
| 2         | Gran Premio de la República Argentina               | Autódromo Termas de Río Hondo, Santiago del Estero      | 8 de abril       |
| 3         | Gran Premio de las Américas                         | Circuito de las Américas, Austin, Texas                 | 22 de abril      |
| 4         | Gran Premio de España                               | Circuito de Jerez, Jerez de la Frontera                 | 6 de mayo        |
| 5         | Gran Premio de Francia                              | Circuito de Bugatti, Le Mans                            | 20 de mayo       |
| 6         | Gran Premio de Italia                               | Autódromo Internacional del Mugello, Scarperia          | 3 de junio       |
| 7         | Gran Premio de Cataluña                             | Circuito de Barcelona-Cataluña, Montmeló                | 17 de junio      |
| 8         | TT Assen                                            | Circuito de Assen, Assen                                | 1 de julio       |
| 9         | Gran Premio de Alemania                             | Sachsenring, Hohenstein-Ernstthal                       | 15 de julio      |
| 10        | Gran Premio de la República Checa                   | Autódromo de Brno, Brno                                 | 5 de agosto      |
| 11        | Gran Premio de Austria                              | Red Bull Ring, Spielberg                                | 12 de agosto     |
| 12        | Gran Premio de Gran Bretaña                         | Circuito de Silverstone, Silverstone                    | 26 de agosto     |
| 13        | Gran Premio de San Marino y de la Riviera de Rimini | Misano World Circuit Marco Simoncelli, Misano Adriatico | 9 de septiembre  |
| 14        | Gran Premio de Aragón                               | MotorLand Aragón, Alcañiz                               | 23 de septiembre |
| 15        | Gran Premio de Tailandia                            | Circuito Internacional de Chang, Buriram                | 7 de octubre     |
| 16        | Gran Premio de Japón                                | Twin Ring Motegi, Motegi                                | 21 de octubre    |
| 17        | Gran Premio de Australia                            | Circuito de Phillip Island, Phillip Island              | 28 de octubre    |
| 18        | Gran Premio de Malasia                              | Circuito Internacional de Sepang, Selangor              | 4 de noviembre   |
| 19        | Gran Premio de la Comunidad Valenciana              | Circuito Ricardo Tormo, Valencia                        | 18 de noviembre  |
| Notas: 1. |                                                     |                                                         |                  |

### Cambios en el calendario
- El Gran Premio de Gran Bretaña fue programado para pasar de Silverstone al nuevo Circuito de Gales, pero la construcción de la nueva pista no comenzó a tiempo.[22] Los dos circuitos alcanzaron un acuerdo que verá a Silverstone con la opción de acoger la carrera de 2018.[23]

## Equipos y pilotos
| Equipos de fábrica             | Equipos de fábrica | Equipos de fábrica       | Equipos de fábrica | Equipos de fábrica | Equipos de fábrica |
| Equipo                         | Constructor        | Moto                     | N.º                | Piloto             | Rondas             |
| ------------------------------ | ------------------ | ------------------------ | ------------------ | ------------------ | ------------------ |
| Ducati Team                    | Ducati             | Ducati Desmosedici GP18  | 04                 | Andrea Dovizioso   | Todas              |
| Ducati Team                    | Ducati             | Ducati Desmosedici GP18  | 19                 | Álvaro Bautista    | 17                 |
| Ducati Team                    | Ducati             | Ducati Desmosedici GP18  | 51                 | Michele Pirro      | 6, 13, 19          |
| Ducati Team                    | Ducati             | Ducati Desmosedici GP18  | 51                 | Michele Pirro      | 18                 |
| Ducati Team                    | Ducati             | Ducati Desmosedici GP18  | 99                 | Jorge Lorenzo      | 1–16, 18–19        |
| Team HRC                       | Honda              | Honda RC213V             | 6                  | Stefan Bradl       | 10, 13             |
| Repsol Honda Team              | Honda              | Honda RC213V             | 26                 | Dani Pedrosa       | Todas              |
| Repsol Honda Team              | Honda              | Honda RC213V             | 93                 | Marc Márquez       | Todas              |
| Red Bull KTM Factory Racing    | KTM                | KTM RC16                 | 36                 | Mika Kallio        | 4, 7, 9            |
| Red Bull KTM Factory Racing    | KTM                | KTM RC16                 | 38                 | Bradley Smith      | Todas              |
| Red Bull KTM Factory Racing    | KTM                | KTM RC16                 | 44                 | Pol Espargaró      | 1–10, 13-19        |
| Red Bull KTM Factory Racing    | KTM                | KTM RC16                 | 76                 | Loris Baz          | 12                 |
| Team SUZUKI ECSTAR             | Suzuki             | Suzuki GSX-RR            | 29                 | Andrea Iannone     | Todas              |
| Team SUZUKI ECSTAR             | Suzuki             | Suzuki GSX-RR            | 42                 | Álex Rins          | Todas              |
| Team SUZUKI ECSTAR             | Suzuki             | Suzuki GSX-RR            | 50                 | Sylvain Guintoli   | 7, 10, 16          |
| Movistar Yamaha MotoGP         | Yamaha             | Yamaha YZR-M1            | 25                 | Maverick Viñales   | Todas              |
| Movistar Yamaha MotoGP         | Yamaha             | Yamaha YZR-M1            | 46                 | Valentino Rossi    | Todas              |
| Yamalube Yamaha Factory Racing | Yamaha             | Yamaha YZR-M1            | 89                 | Katsuyuki Nakasuga | 16                 |
| Equipos independientes         |                    |                          |                    |                    |                    |
| Equipo                         | Constructor        | Moto                     | N.º                | Piloto             | Rondas             |
| Aprilia Racing Team Gresini    | Aprilia            | Aprilia RS-GP            | 41                 | Aleix Espargaró    | Todas              |
| Aprilia Racing Team Gresini    | Aprilia            | Aprilia RS-GP            | 45                 | Scott Redding      | Todas              |
| Alma Pramac Racing             | Ducati             | Ducati Desmosedici GP18  | 9                  | Danilo Petrucci    | Todas              |
| Alma Pramac Racing             | Ducati             | Ducati Desmosedici GP 17 | 43                 | Jack Miller        | Todas              |
| Ángel Nieto Team               | Ducati             | Ducati Desmosedici GP16  | 7                  | Mike Jones         | 17                 |
| Ángel Nieto Team               | Ducati             | Ducati Desmosedici GP16  | 17                 | Karel Abraham      | 1-16, 18-19        |
| Ángel Nieto Team               | Ducati             | Ducati Desmosedici GP17  | 17                 | Karel Abraham      | 17                 |
| Ángel Nieto Team               | Ducati             | Ducati Desmosedici GP17  | 19                 | Álvaro Bautista    | 1-16, 18-19        |
| Reale Avintia Racing           | Ducati             | Ducati Desmosedici GP16  | 10                 | Xavier Siméon      | 1-12               |
| Reale Avintia Racing           | Ducati             | Ducati Desmosedici GP16  | 23                 | Christophe Ponsson | 13                 |
| Reale Avintia Racing           | Ducati             | Ducati Desmosedici GP16  | 81                 | Jordi Torres       | 14-19              |
| Reale Avintia Racing           | Ducati             | Ducati Desmosedici GP17  | 10                 | Xavier Siméon      | 13-19              |
| Reale Avintia Racing           | Ducati             | Ducati Desmosedici GP17  | 53                 | Esteve Rabat       | 1–12               |
| LCR Honda IDEMITSU             | Honda              | Honda RC213V             | 30                 | Takaaki Nakagami   | Todas              |
| LCR Honda CASTROL              | Honda              | Honda RC213V             | 6                  | Stefan Bradl       | 18-19              |
| LCR Honda CASTROL              | Honda              | Honda RC213V             | 35                 | Cal Crutchlow      | 1–17               |
| EG 0,0 Marc VDS                | Honda              | Honda RC213V             | 6                  | Stefan Bradl       | 9                  |
| EG 0,0 Marc VDS                | Honda              | Honda RC213V             | 12                 | Thomas Lüthi       | Todas              |
| EG 0,0 Marc VDS                | Honda              | Honda RC213V             | 21                 | Franco Morbidelli  | Todas              |
| Monster Yamaha Tech 3          | Yamaha             | Yamaha YZR-M1            | 5                  | Johann Zarco       | Todas              |
| Monster Yamaha Tech 3          | Yamaha             | Yamaha YZR-M1            | 55                 | Hafizh Syahrin     | Todas              |

| Leyenda             | Leyenda |
| ------------------- | ------- |
| Piloto regular      |         |
| Piloto novato       |         |
| Piloto invitado     |         |
| Piloto de reemplazo |         |

### Cambios de equipos
- LCR Honda se expandió para entrar con una segunda moto por primera vez desde 2015.[58]
- Pull & Bear Aspar Team cambió su nombre a Ángel Nieto Team en honor al fallecido Ángel Nieto, 13 («12+1») veces campeón del mundo.

### Cambios de pilotos
- Sam Lowes fue liberado de su contrato con el Aprilia Racing Team Gresini un año antes de su finalización.[68] Lowes volverá a Moto2 con el CarXpert Interwetten.
- Thomas Lüthi fue "ascendido" a MotoGP, haciendo su debut con el EG 0,0 Marc VDS después de competir en la clase intermedia (250cc, Moto2) por once temporadas.[63]
- El campeón de Moto2 Franco Morbidelli fue "ascendido" a MotoGP, haciendo su debut con el EG 0,0 Marc VDS.[64]
- Esteve Rabat se unió al Reale Avintia Racing, después de dejar el EG 0,0 Marc VDS. Él será acompañado por Xavier Siméon quien hizo su debut en la clase mayor.
- Takaaki Nakagami hizo su debut en MotoGP con el Team LCR.[58]
- Scott Redding dejó el Pramac Racing al final de la temporada 2017 para unirse al Aprilia Racing Team Gresini.[47] Su lugar fue ocupado por Jack Miller.[49]
- Loris Baz dejó MotoGP y regresó al Campeonato Mundial de Superbikes.
- Héctor Barberá regresó a la clase Intermedia Moto2, después de dejar el Reale Avintia Racing. Barberá ha completado 8 temporadas en la clase mayor.
- Jonas Folger no compitió en 2018 como consecuencia de no estar aún recuperado del Síndrome de Gilbert. (Esta enfermedad le hizo perderse las cuatro últimas carreras de la temporada 2017) En su reemplazo llega el malayo Hafizh Syahrin  que hizo su debut en la categoría.[69]

## Resultados por Gran Premio
| Ronda | Fecha                         | Gran Premio | Mapa del circuito                                                | Resultados        | Resultados       | Resultados                  | Resultados                  |
| ----- | ----------------------------- | --- | ---------------------------------------------------------------- | ----------------- | ---------------- | --------------------------- | --------------------------- |
| 1     | 16, 17 y 18 de marzo          | Gran Premio de Catar Circuito de Losail Longitud: 5,380 km Vueltas: 22 Distancia de carrera: 118,36 km Ganador 2017: Maverick Viñales - Movistar Yamaha MotoGP                                              |                                                                  | FP1               | Andrea Dovizioso | Pole Position               | Johann Zarco (1:53.680)     |
| 1     | 16, 17 y 18 de marzo          | Gran Premio de Catar Circuito de Losail Longitud: 5,380 km Vueltas: 22 Distancia de carrera: 118,36 km Ganador 2017: Maverick Viñales - Movistar Yamaha MotoGP                                              | FP2                                                              | Andrea Dovizioso  | Warm Up          | Marc Márquez                |                             |
| 1     | 16, 17 y 18 de marzo          | Gran Premio de Catar Circuito de Losail Longitud: 5,380 km Vueltas: 22 Distancia de carrera: 118,36 km Ganador 2017: Maverick Viñales - Movistar Yamaha MotoGP                                              | FP3                                                              | Johann Zarco      | Ganador          | Andrea Dovizioso            |                             |
| 1     | 16, 17 y 18 de marzo          | Gran Premio de Catar Circuito de Losail Longitud: 5,380 km Vueltas: 22 Distancia de carrera: 118,36 km Ganador 2017: Maverick Viñales - Movistar Yamaha MotoGP                                              | FP4                                                              | Johann Zarco      | 2.o puesto       | Marc Márquez                |                             |
| 1     | 16, 17 y 18 de marzo          | Gran Premio de Catar Circuito de Losail Longitud: 5,380 km Vueltas: 22 Distancia de carrera: 118,36 km Ganador 2017: Maverick Viñales - Movistar Yamaha MotoGP                                              | Q1                                                               | Jack Miller       | 3.er puesto      | Valentino Rossi             |                             |
| 1     | 16, 17 y 18 de marzo          | Gran Premio de Catar Circuito de Losail Longitud: 5,380 km Vueltas: 22 Distancia de carrera: 118,36 km Ganador 2017: Maverick Viñales - Movistar Yamaha MotoGP                                              | Q1                                                               | Maverick Viñales  | Vuelta rápida    | Andrea Dovizioso (1:55.242) |                             |
| 1     | 16, 17 y 18 de marzo          | Gran Premio de Catar Circuito de Losail Longitud: 5,380 km Vueltas: 22 Distancia de carrera: 118,36 km Ganador 2017: Maverick Viñales - Movistar Yamaha MotoGP                                              | Resultados completos: Entrenamientos \| Clasificación \| Carrera |                   |                  |                             |                             |
| 2     | 6, 7 y 8 de abril             | Gran Premio de la República Argentina Autódromo Internacional de Termas de Río Hondo Longitud: 4,806 km Vueltas: 25 Distancia de carrera: 120,15 km Ganador 2017: Maverick Viñales - Movistar Yamaha MotoGP |                                                                  | FP1               | Dani Pedrosa     | Pole Position               | Jack Miller (1:47.153)      |
| 2     | 6, 7 y 8 de abril             | Gran Premio de la República Argentina Autódromo Internacional de Termas de Río Hondo Longitud: 4,806 km Vueltas: 25 Distancia de carrera: 120,15 km Ganador 2017: Maverick Viñales - Movistar Yamaha MotoGP | FP2                                                              | Marc Márquez      | Warm Up          | Marc Márquez                |                             |
| 2     | 6, 7 y 8 de abril             | Gran Premio de la República Argentina Autódromo Internacional de Termas de Río Hondo Longitud: 4,806 km Vueltas: 25 Distancia de carrera: 120,15 km Ganador 2017: Maverick Viñales - Movistar Yamaha MotoGP | FP3                                                              | Marc Márquez      | Ganador          | Cal Crutchlow               |                             |
| 2     | 6, 7 y 8 de abril             | Gran Premio de la República Argentina Autódromo Internacional de Termas de Río Hondo Longitud: 4,806 km Vueltas: 25 Distancia de carrera: 120,15 km Ganador 2017: Maverick Viñales - Movistar Yamaha MotoGP | FP4                                                              | Marc Márquez      | 2.o puesto       | Johann Zarco                |                             |
| 2     | 6, 7 y 8 de abril             | Gran Premio de la República Argentina Autódromo Internacional de Termas de Río Hondo Longitud: 4,806 km Vueltas: 25 Distancia de carrera: 120,15 km Ganador 2017: Maverick Viñales - Movistar Yamaha MotoGP | Q1                                                               | Aleix Espargaró   | 3.er puesto      | Álex Rins                   |                             |
| 2     | 6, 7 y 8 de abril             | Gran Premio de la República Argentina Autódromo Internacional de Termas de Río Hondo Longitud: 4,806 km Vueltas: 25 Distancia de carrera: 120,15 km Ganador 2017: Maverick Viñales - Movistar Yamaha MotoGP | Q1                                                               | Andrea Dovizioso  | Vuelta rápida    | Marc Márquez (1:39.902)     |                             |
| 2     | 6, 7 y 8 de abril             | Gran Premio de la República Argentina Autódromo Internacional de Termas de Río Hondo Longitud: 4,806 km Vueltas: 25 Distancia de carrera: 120,15 km Ganador 2017: Maverick Viñales - Movistar Yamaha MotoGP | Resultados completos: Entrenamientos \| Clasificación \| Carrera |                   |                  |                             |                             |
| 3     | 20, 21 y 22 de abril          | Gran Premio de las Américas Circuito de las Américas Longitud: 5,513 km Vueltas: 20 Distancia de carrera: 110,26 km Ganador 2017: Marc Márquez - Repsol Honda Team                                          |                                                                  | FP1               | Marc Márquez     | Pole Position               | Marc Márquez (2:03.658)     |
| 3     | 20, 21 y 22 de abril          | Gran Premio de las Américas Circuito de las Américas Longitud: 5,513 km Vueltas: 20 Distancia de carrera: 110,26 km Ganador 2017: Marc Márquez - Repsol Honda Team                                          | FP2                                                              | Andrea Iannone    | Warm Up          | Marc Márquez                |                             |
| 3     | 20, 21 y 22 de abril          | Gran Premio de las Américas Circuito de las Américas Longitud: 5,513 km Vueltas: 20 Distancia de carrera: 110,26 km Ganador 2017: Marc Márquez - Repsol Honda Team                                          | FP3                                                              | Marc Márquez      | Ganador          | Marc Márquez                |                             |
| 3     | 20, 21 y 22 de abril          | Gran Premio de las Américas Circuito de las Américas Longitud: 5,513 km Vueltas: 20 Distancia de carrera: 110,26 km Ganador 2017: Marc Márquez - Repsol Honda Team                                          | FP4                                                              | Marc Márquez      | 2.o puesto       | Maverick Viñales            |                             |
| 3     | 20, 21 y 22 de abril          | Gran Premio de las Américas Circuito de las Américas Longitud: 5,513 km Vueltas: 20 Distancia de carrera: 110,26 km Ganador 2017: Marc Márquez - Repsol Honda Team                                          | Q1                                                               | Pol Espargaró     | 3.er puesto      | Andrea Iannone              |                             |
| 3     | 20, 21 y 22 de abril          | Gran Premio de las Américas Circuito de las Américas Longitud: 5,513 km Vueltas: 20 Distancia de carrera: 110,26 km Ganador 2017: Marc Márquez - Repsol Honda Team                                          | Q1                                                               | Danilo Petrucci   | Vuelta rápida    | Marc Márquez (2:04.605)     |                             |
| 3     | 20, 21 y 22 de abril          | Gran Premio de las Américas Circuito de las Américas Longitud: 5,513 km Vueltas: 20 Distancia de carrera: 110,26 km Ganador 2017: Marc Márquez - Repsol Honda Team                                          | Resultados completos: Entrenamientos \| Clasificación \| Carrera |                   |                  |                             |                             |
| 4     | 4, 5 y 6 de mayo              | Gran Premio de España Circuito de Jerez-Ángel Nieto Longitud: 4,423 km Vueltas: 25 Distancia de carrera: 110,575 km Ganador 2017: Dani Pedrosa - Repsol Honda Team                                          |                                                                  | FP1               | Andrea Dovizioso | Pole Position               | Cal Crutchlow (1:37.653)    |
| 4     | 4, 5 y 6 de mayo              | Gran Premio de España Circuito de Jerez-Ángel Nieto Longitud: 4,423 km Vueltas: 25 Distancia de carrera: 110,575 km Ganador 2017: Dani Pedrosa - Repsol Honda Team                                          | FP2                                                              | Cal Crutchlow     | Warm Up          | Marc Márquez                |                             |
| 4     | 4, 5 y 6 de mayo              | Gran Premio de España Circuito de Jerez-Ángel Nieto Longitud: 4,423 km Vueltas: 25 Distancia de carrera: 110,575 km Ganador 2017: Dani Pedrosa - Repsol Honda Team                                          | FP3                                                              | Marc Márquez      | Ganador          | Marc Márquez                |                             |
| 4     | 4, 5 y 6 de mayo              | Gran Premio de España Circuito de Jerez-Ángel Nieto Longitud: 4,423 km Vueltas: 25 Distancia de carrera: 110,575 km Ganador 2017: Dani Pedrosa - Repsol Honda Team                                          | FP4                                                              | Andrea Iannone    | 2.o puesto       | Johann Zarco                |                             |
| 4     | 4, 5 y 6 de mayo              | Gran Premio de España Circuito de Jerez-Ángel Nieto Longitud: 4,423 km Vueltas: 25 Distancia de carrera: 110,575 km Ganador 2017: Dani Pedrosa - Repsol Honda Team                                          | Q1                                                               | Andrea Dovizioso  | 3.er puesto      | Andrea Iannone              |                             |
| 4     | 4, 5 y 6 de mayo              | Gran Premio de España Circuito de Jerez-Ángel Nieto Longitud: 4,423 km Vueltas: 25 Distancia de carrera: 110,575 km Ganador 2017: Dani Pedrosa - Repsol Honda Team                                          | Q1                                                               | Maverick Viñales  | Vuelta rápida    | Marc Márquez (1:39.159)     |                             |
| 4     | 4, 5 y 6 de mayo              | Gran Premio de España Circuito de Jerez-Ángel Nieto Longitud: 4,423 km Vueltas: 25 Distancia de carrera: 110,575 km Ganador 2017: Dani Pedrosa - Repsol Honda Team                                          | Resultados completos: Entrenamientos \| Clasificación \| Carrera |                   |                  |                             |                             |
| 5     | 18, 19 y 20 de mayo           | Gran Premio de Francia Circuito de Bugatti Longitud: 4,185 km Vueltas: 27 Distancia de carrera: 112,995 km Ganador 2017: Maverick Viñales - Movistar Yamaha MotoGP                                          |                                                                  | FP1               | Marc Márquez     | Pole Position               | Johann Zarco (1:31.185)     |
| 5     | 18, 19 y 20 de mayo           | Gran Premio de Francia Circuito de Bugatti Longitud: 4,185 km Vueltas: 27 Distancia de carrera: 112,995 km Ganador 2017: Maverick Viñales - Movistar Yamaha MotoGP                                          | FP2                                                              | Andrea Dovizioso  | Warm Up          | Marc Márquez                |                             |
| 5     | 18, 19 y 20 de mayo           | Gran Premio de Francia Circuito de Bugatti Longitud: 4,185 km Vueltas: 27 Distancia de carrera: 112,995 km Ganador 2017: Maverick Viñales - Movistar Yamaha MotoGP                                          | FP3                                                              | Maverick Viñales  | Ganador          | Marc Márquez                |                             |
| 5     | 18, 19 y 20 de mayo           | Gran Premio de Francia Circuito de Bugatti Longitud: 4,185 km Vueltas: 27 Distancia de carrera: 112,995 km Ganador 2017: Maverick Viñales - Movistar Yamaha MotoGP                                          | FP4                                                              | Andrea Dovizioso  | 2.o puesto       | Danilo Petrucci             |                             |
| 5     | 18, 19 y 20 de mayo           | Gran Premio de Francia Circuito de Bugatti Longitud: 4,185 km Vueltas: 27 Distancia de carrera: 112,995 km Ganador 2017: Maverick Viñales - Movistar Yamaha MotoGP                                          | Q1                                                               | Danilo Petrucci   | 3.er puesto      | Valentino Rossi             |                             |
| 5     | 18, 19 y 20 de mayo           | Gran Premio de Francia Circuito de Bugatti Longitud: 4,185 km Vueltas: 27 Distancia de carrera: 112,995 km Ganador 2017: Maverick Viñales - Movistar Yamaha MotoGP                                          | Q1                                                               | Dani Pedrosa      | Vuelta rápida    | Marc Márquez (1:32.312)     |                             |
| 5     | 18, 19 y 20 de mayo           | Gran Premio de Francia Circuito de Bugatti Longitud: 4,185 km Vueltas: 27 Distancia de carrera: 112,995 km Ganador 2017: Maverick Viñales - Movistar Yamaha MotoGP                                          | Resultados completos: Entrenamientos \| Clasificación \| Carrera |                   |                  |                             |                             |
| 6     | 1, 2 y 3 de junio             | Gran Premio de Italia Autódromo Internacional del Mugello Longitud: 5,245 km Vueltas: 23 Distancia de carrera: 120,635 km Ganador 2017: Andrea Dovizioso - Ducati Team                                      |                                                                  | FP1               | Andrea Iannone   | Pole Position               | Valentino Rossi (1:46.208)  |
| 6     | 1, 2 y 3 de junio             | Gran Premio de Italia Autódromo Internacional del Mugello Longitud: 5,245 km Vueltas: 23 Distancia de carrera: 120,635 km Ganador 2017: Andrea Dovizioso - Ducati Team                                      | FP2                                                              | Andrea Iannone    | Warm Up          | Andrea Iannone              |                             |
| 6     | 1, 2 y 3 de junio             | Gran Premio de Italia Autódromo Internacional del Mugello Longitud: 5,245 km Vueltas: 23 Distancia de carrera: 120,635 km Ganador 2017: Andrea Dovizioso - Ducati Team                                      | FP3                                                              | Marc Márquez      | Ganador          | Jorge Lorenzo               |                             |
| 6     | 1, 2 y 3 de junio             | Gran Premio de Italia Autódromo Internacional del Mugello Longitud: 5,245 km Vueltas: 23 Distancia de carrera: 120,635 km Ganador 2017: Andrea Dovizioso - Ducati Team                                      | FP4                                                              | Andrea Iannone    | 2.o puesto       | Andrea Dovizioso            |                             |
| 6     | 1, 2 y 3 de junio             | Gran Premio de Italia Autódromo Internacional del Mugello Longitud: 5,245 km Vueltas: 23 Distancia de carrera: 120,635 km Ganador 2017: Andrea Dovizioso - Ducati Team                                      | Q1                                                               | Jack Miller       | 3.er puesto      | Valentino Rossi             |                             |
| 6     | 1, 2 y 3 de junio             | Gran Premio de Italia Autódromo Internacional del Mugello Longitud: 5,245 km Vueltas: 23 Distancia de carrera: 120,635 km Ganador 2017: Andrea Dovizioso - Ducati Team                                      | Q1                                                               | Maverick Viñales  | Vuelta rápida    | Danilo Petrucci (1:48.001)  |                             |
| 6     | 1, 2 y 3 de junio             | Gran Premio de Italia Autódromo Internacional del Mugello Longitud: 5,245 km Vueltas: 23 Distancia de carrera: 120,635 km Ganador 2017: Andrea Dovizioso - Ducati Team                                      | Resultados completos: Entrenamientos \| Clasificación \| Carrera |                   |                  |                             |                             |
| 7     | 15, 16 y 17 de junio          | Gran Premio de Cataluña Circuito de Barcelona-Cataluña Longitud: 4,627 km Vueltas: 24 Distancia de carrera: 111,048 km Ganador 2017: Andrea Dovizioso - Ducati Team                                         |                                                                  | FP1               | Valentino Rossi  | Pole Position               | Jorge Lorenzo (1:38.680)    |
| 7     | 15, 16 y 17 de junio          | Gran Premio de Cataluña Circuito de Barcelona-Cataluña Longitud: 4,627 km Vueltas: 24 Distancia de carrera: 111,048 km Ganador 2017: Andrea Dovizioso - Ducati Team                                         | FP2                                                              | Jorge Lorenzo     | Warm Up          | Andrea Dovizioso            |                             |
| 7     | 15, 16 y 17 de junio          | Gran Premio de Cataluña Circuito de Barcelona-Cataluña Longitud: 4,627 km Vueltas: 24 Distancia de carrera: 111,048 km Ganador 2017: Andrea Dovizioso - Ducati Team                                         | FP3                                                              | Andrea Dovizioso  | Ganador          | Jorge Lorenzo               |                             |
| 7     | 15, 16 y 17 de junio          | Gran Premio de Cataluña Circuito de Barcelona-Cataluña Longitud: 4,627 km Vueltas: 24 Distancia de carrera: 111,048 km Ganador 2017: Andrea Dovizioso - Ducati Team                                         | FP4                                                              | Andrea Iannone    | 2.o puesto       | Marc Márquez                |                             |
| 7     | 15, 16 y 17 de junio          | Gran Premio de Cataluña Circuito de Barcelona-Cataluña Longitud: 4,627 km Vueltas: 24 Distancia de carrera: 111,048 km Ganador 2017: Andrea Dovizioso - Ducati Team                                         | Q1                                                               | Marc Márquez      | 3.er puesto      | Valentino Rossi             |                             |
| 7     | 15, 16 y 17 de junio          | Gran Premio de Cataluña Circuito de Barcelona-Cataluña Longitud: 4,627 km Vueltas: 24 Distancia de carrera: 111,048 km Ganador 2017: Andrea Dovizioso - Ducati Team                                         | Q1                                                               | Takaaki Nakagami  | Vuelta rápida    | Jorge Lorenzo (1:40.021)    |                             |
| 7     | 15, 16 y 17 de junio          | Gran Premio de Cataluña Circuito de Barcelona-Cataluña Longitud: 4,627 km Vueltas: 24 Distancia de carrera: 111,048 km Ganador 2017: Andrea Dovizioso - Ducati Team                                         | Resultados completos: Entrenamientos \| Clasificación \| Carrera |                   |                  |                             |                             |
| 8     | 29 y 30 de junio y 1 de julio | TT Assen Circuito de Assen Longitud: 4,542 km Vueltas: 26 Distancia de carrera: 118,092 km Ganador 2017: Valentino Rossi - Movistar Yamaha MotoGP                                                           |                                                                  | FP1               | Marc Márquez     | Pole Position               | Marc Márquez (1:32.791)     |
| 8     | 29 y 30 de junio y 1 de julio | TT Assen Circuito de Assen Longitud: 4,542 km Vueltas: 26 Distancia de carrera: 118,092 km Ganador 2017: Valentino Rossi - Movistar Yamaha MotoGP                                                           | FP2                                                              | Maverick Viñales  | Warm Up          | Marc Márquez                |                             |
| 8     | 29 y 30 de junio y 1 de julio | TT Assen Circuito de Assen Longitud: 4,542 km Vueltas: 26 Distancia de carrera: 118,092 km Ganador 2017: Valentino Rossi - Movistar Yamaha MotoGP                                                           | FP3                                                              | Marc Márquez      | Ganador          | Marc Márquez                |                             |
| 8     | 29 y 30 de junio y 1 de julio | TT Assen Circuito de Assen Longitud: 4,542 km Vueltas: 26 Distancia de carrera: 118,092 km Ganador 2017: Valentino Rossi - Movistar Yamaha MotoGP                                                           | FP4                                                              | Marc Márquez      | 2.o puesto       | Álex Rins                   |                             |
| 8     | 29 y 30 de junio y 1 de julio | TT Assen Circuito de Assen Longitud: 4,542 km Vueltas: 26 Distancia de carrera: 118,092 km Ganador 2017: Valentino Rossi - Movistar Yamaha MotoGP                                                           | Q1                                                               | Johann Zarco      | 3.er puesto      | Maverick Viñales            |                             |
| 8     | 29 y 30 de junio y 1 de julio | TT Assen Circuito de Assen Longitud: 4,542 km Vueltas: 26 Distancia de carrera: 118,092 km Ganador 2017: Valentino Rossi - Movistar Yamaha MotoGP                                                           | Q1                                                               | Álex Rins         | Vuelta rápida    | Maverick Viñales (1:34.113) |                             |
| 8     | 29 y 30 de junio y 1 de julio | TT Assen Circuito de Assen Longitud: 4,542 km Vueltas: 26 Distancia de carrera: 118,092 km Ganador 2017: Valentino Rossi - Movistar Yamaha MotoGP                                                           | Resultados completos: Entrenamientos \| Clasificación \| Carrera |                   |                  |                             |                             |
| 9     | 13, 14 y 15 de julio          | Gran Premio de Alemania Sachsenring Longitud: 3,671 km Vueltas: 30 Distancia de carrera: 110,13 km Ganador 2017: Marc Márquez - Repsol Honda Team                                                           |                                                                  | FP1               | Andrea Iannone   | Pole Position               | Marc Márquez (1:20.270)     |
| 9     | 13, 14 y 15 de julio          | Gran Premio de Alemania Sachsenring Longitud: 3,671 km Vueltas: 30 Distancia de carrera: 110,13 km Ganador 2017: Marc Márquez - Repsol Honda Team                                                           | FP2                                                              | Jorge Lorenzo     | Warm Up          | Pol Espargaró               |                             |
| 9     | 13, 14 y 15 de julio          | Gran Premio de Alemania Sachsenring Longitud: 3,671 km Vueltas: 30 Distancia de carrera: 110,13 km Ganador 2017: Marc Márquez - Repsol Honda Team                                                           | FP3                                                              | Andrea Iannone    | Ganador          | Marc Márquez                |                             |
| 9     | 13, 14 y 15 de julio          | Gran Premio de Alemania Sachsenring Longitud: 3,671 km Vueltas: 30 Distancia de carrera: 110,13 km Ganador 2017: Marc Márquez - Repsol Honda Team                                                           | FP4                                                              | Andrea Dovizioso  | 2.o puesto       | Valentino Rossi             |                             |
| 9     | 13, 14 y 15 de julio          | Gran Premio de Alemania Sachsenring Longitud: 3,671 km Vueltas: 30 Distancia de carrera: 110,13 km Ganador 2017: Marc Márquez - Repsol Honda Team                                                           | Q1                                                               | Andrea Dovizioso  | 3.er puesto      | Maverick Viñales            |                             |
| 9     | 13, 14 y 15 de julio          | Gran Premio de Alemania Sachsenring Longitud: 3,671 km Vueltas: 30 Distancia de carrera: 110,13 km Ganador 2017: Marc Márquez - Repsol Honda Team                                                           | Q1                                                               | Takaaki Nakagami  | Vuelta rápida    | Marc Márquez (1:21.643)     |                             |
| 9     | 13, 14 y 15 de julio          | Gran Premio de Alemania Sachsenring Longitud: 3,671 km Vueltas: 30 Distancia de carrera: 110,13 km Ganador 2017: Marc Márquez - Repsol Honda Team                                                           | Resultados completos: Entrenamientos \| Clasificación \| Carrera |                   |                  |                             |                             |
| 10    | 3, 4 y 5 de agosto            | Gran Premio de la República Checa Autódromo de Brno Longitud: 5,403 km Vueltas: 20 Distancia de carrera: 108,06 km Ganador 2017: Marc Márquez - Repsol Honda Team                                           |                                                                  | FP1               | Johann Zarco     | Pole Position               | Andrea Dovizioso (1:54.689) |
| 10    | 3, 4 y 5 de agosto            | Gran Premio de la República Checa Autódromo de Brno Longitud: 5,403 km Vueltas: 20 Distancia de carrera: 108,06 km Ganador 2017: Marc Márquez - Repsol Honda Team                                           | FP2                                                              | Dani Pedrosa      | Warm Up          | Andrea Dovizioso            |                             |
| 10    | 3, 4 y 5 de agosto            | Gran Premio de la República Checa Autódromo de Brno Longitud: 5,403 km Vueltas: 20 Distancia de carrera: 108,06 km Ganador 2017: Marc Márquez - Repsol Honda Team                                           | FP3                                                              | Valentino Rossi   | Ganador          | Andrea Dovizioso            |                             |
| 10    | 3, 4 y 5 de agosto            | Gran Premio de la República Checa Autódromo de Brno Longitud: 5,403 km Vueltas: 20 Distancia de carrera: 108,06 km Ganador 2017: Marc Márquez - Repsol Honda Team                                           | FP4                                                              | Marc Márquez      | 2.o puesto       | Jorge Lorenzo               |                             |
| 10    | 3, 4 y 5 de agosto            | Gran Premio de la República Checa Autódromo de Brno Longitud: 5,403 km Vueltas: 20 Distancia de carrera: 108,06 km Ganador 2017: Marc Márquez - Repsol Honda Team                                           | Q1                                                               | Maverick Viñales  | 3.er puesto      | Marc Márquez                |                             |
| 10    | 3, 4 y 5 de agosto            | Gran Premio de la República Checa Autódromo de Brno Longitud: 5,403 km Vueltas: 20 Distancia de carrera: 108,06 km Ganador 2017: Marc Márquez - Repsol Honda Team                                           | Q1                                                               | Álex Rins         | Vuelta rápida    | Jorge Lorenzo (1:56.640)    |                             |
| 10    | 3, 4 y 5 de agosto            | Gran Premio de la República Checa Autódromo de Brno Longitud: 5,403 km Vueltas: 20 Distancia de carrera: 108,06 km Ganador 2017: Marc Márquez - Repsol Honda Team                                           | Resultados completos: Entrenamientos \| Clasificación \| Carrera |                   |                  |                             |                             |
| 11    | 10, 11 y 12 de agosto         | Gran Premio de Austria Red Bull Ring Longitud: 4,318 km Vueltas: 28 Distancia de carrera: 120,904 km Ganador 2017: Andrea Dovizioso - Ducati Team                                                           |                                                                  | FP1               | Andrea Dovizioso | Pole Position               | Marc Márquez (1:23.241)     |
| 11    | 10, 11 y 12 de agosto         | Gran Premio de Austria Red Bull Ring Longitud: 4,318 km Vueltas: 28 Distancia de carrera: 120,904 km Ganador 2017: Andrea Dovizioso - Ducati Team                                                           | FP2                                                              | Marc Márquez      | Warm Up          | Andrea Dovizioso            |                             |
| 11    | 10, 11 y 12 de agosto         | Gran Premio de Austria Red Bull Ring Longitud: 4,318 km Vueltas: 28 Distancia de carrera: 120,904 km Ganador 2017: Andrea Dovizioso - Ducati Team                                                           | FP3                                                              | Marc Márquez      | Ganador          | Jorge Lorenzo               |                             |
| 11    | 10, 11 y 12 de agosto         | Gran Premio de Austria Red Bull Ring Longitud: 4,318 km Vueltas: 28 Distancia de carrera: 120,904 km Ganador 2017: Andrea Dovizioso - Ducati Team                                                           | FP4                                                              | Marc Márquez      | 2.o puesto       | Marc Márquez                |                             |
| 11    | 10, 11 y 12 de agosto         | Gran Premio de Austria Red Bull Ring Longitud: 4,318 km Vueltas: 28 Distancia de carrera: 120,904 km Ganador 2017: Andrea Dovizioso - Ducati Team                                                           | Q1                                                               | Álvaro Bautista   | 3.er puesto      | Andrea Dovizioso            |                             |
| 11    | 10, 11 y 12 de agosto         | Gran Premio de Austria Red Bull Ring Longitud: 4,318 km Vueltas: 28 Distancia de carrera: 120,904 km Ganador 2017: Andrea Dovizioso - Ducati Team                                                           | Q1                                                               | Álex Rins         | Vuelta rápida    | Andrea Dovizioso (1:24.277) |                             |
| 11    | 10, 11 y 12 de agosto         | Gran Premio de Austria Red Bull Ring Longitud: 4,318 km Vueltas: 28 Distancia de carrera: 120,904 km Ganador 2017: Andrea Dovizioso - Ducati Team                                                           | Resultados completos: Entrenamientos \| Clasificación \| Carrera |                   |                  |                             |                             |
| 12    | 24, 25 y 26 de agosto         | Gran Premio de Gran Bretaña Silverstone Longitud: 5,900 km Vueltas: 20 Distancia de carrera: 118 km Ganador 2017: Andrea Dovizioso - Ducati Team                                                            |                                                                  | FP1               | Maverick Viñales | Pole Position               | Jorge Lorenzo (2:10.155)    |
| 12    | 24, 25 y 26 de agosto         | Gran Premio de Gran Bretaña Silverstone Longitud: 5,900 km Vueltas: 20 Distancia de carrera: 118 km Ganador 2017: Andrea Dovizioso - Ducati Team                                                            | FP2                                                              | Andrea Dovizioso  | Warm Up          | Maverick Viñales            |                             |
| 12    | 24, 25 y 26 de agosto         | Gran Premio de Gran Bretaña Silverstone Longitud: 5,900 km Vueltas: 20 Distancia de carrera: 118 km Ganador 2017: Andrea Dovizioso - Ducati Team                                                            | FP3                                                              | Cal Crutchlow     | Ganador          | Carrera cancelada           |                             |
| 12    | 24, 25 y 26 de agosto         | Gran Premio de Gran Bretaña Silverstone Longitud: 5,900 km Vueltas: 20 Distancia de carrera: 118 km Ganador 2017: Andrea Dovizioso - Ducati Team                                                            | FP4                                                              | Maverick Viñales  | 2.o puesto       | Carrera cancelada           |                             |
| 12    | 24, 25 y 26 de agosto         | Gran Premio de Gran Bretaña Silverstone Longitud: 5,900 km Vueltas: 20 Distancia de carrera: 118 km Ganador 2017: Andrea Dovizioso - Ducati Team                                                            | Q1                                                               | Bradley Smith     | 3.er puesto      | Carrera cancelada           |                             |
| 12    | 24, 25 y 26 de agosto         | Gran Premio de Gran Bretaña Silverstone Longitud: 5,900 km Vueltas: 20 Distancia de carrera: 118 km Ganador 2017: Andrea Dovizioso - Ducati Team                                                            | Q1                                                               | Álex Rins         | Vuelta rápida    | Carrera cancelada           |                             |
| 12    | 24, 25 y 26 de agosto         | Gran Premio de Gran Bretaña Silverstone Longitud: 5,900 km Vueltas: 20 Distancia de carrera: 118 km Ganador 2017: Andrea Dovizioso - Ducati Team                                                            | Resultados completos: Entrenamientos \| Clasificación            |                   |                  |                             |                             |
| 13    | 7, 8 y 9 de septiembre        | Gran Premio de San Marino y de la Riviera de Rimini Misano World Circuit Marco Simoncelli Longitud: 4,226 km Vueltas: 27 Distancia de carrera: 114,102 km Ganador 2017: Marc Márquez - Repsol Honda Team    |                                                                  | FP1               | Andrea Dovizioso | Pole Position               | Jorge Lorenzo (1:31.629)    |
| 13    | 7, 8 y 9 de septiembre        | Gran Premio de San Marino y de la Riviera de Rimini Misano World Circuit Marco Simoncelli Longitud: 4,226 km Vueltas: 27 Distancia de carrera: 114,102 km Ganador 2017: Marc Márquez - Repsol Honda Team    | FP2                                                              | Andrea Dovizioso  | Warm Up          | Marc Márquez                |                             |
| 13    | 7, 8 y 9 de septiembre        | Gran Premio de San Marino y de la Riviera de Rimini Misano World Circuit Marco Simoncelli Longitud: 4,226 km Vueltas: 27 Distancia de carrera: 114,102 km Ganador 2017: Marc Márquez - Repsol Honda Team    | FP3                                                              | Johann Zarco      | Ganador          | Andrea Dovizioso            |                             |
| 13    | 7, 8 y 9 de septiembre        | Gran Premio de San Marino y de la Riviera de Rimini Misano World Circuit Marco Simoncelli Longitud: 4,226 km Vueltas: 27 Distancia de carrera: 114,102 km Ganador 2017: Marc Márquez - Repsol Honda Team    | FP4                                                              | Maverick Viñales  | 2.o puesto       | Marc Márquez                |                             |
| 13    | 7, 8 y 9 de septiembre        | Gran Premio de San Marino y de la Riviera de Rimini Misano World Circuit Marco Simoncelli Longitud: 4,226 km Vueltas: 27 Distancia de carrera: 114,102 km Ganador 2017: Marc Márquez - Repsol Honda Team    | Q1                                                               | Dani Pedrosa      | 3.er puesto      | Cal Crutchlow               |                             |
| 13    | 7, 8 y 9 de septiembre        | Gran Premio de San Marino y de la Riviera de Rimini Misano World Circuit Marco Simoncelli Longitud: 4,226 km Vueltas: 27 Distancia de carrera: 114,102 km Ganador 2017: Marc Márquez - Repsol Honda Team    | Q1                                                               | Franco Morbidelli | Vuelta rápida    | Andrea Dovizioso (1:32.678) |                             |
| 13    | 7, 8 y 9 de septiembre        | Gran Premio de San Marino y de la Riviera de Rimini Misano World Circuit Marco Simoncelli Longitud: 4,226 km Vueltas: 27 Distancia de carrera: 114,102 km Ganador 2017: Marc Márquez - Repsol Honda Team    | Resultados completos: Entrenamientos \| Clasificación \| Carrera |                   |                  |                             |                             |
| 14    | 21, 22 y 23 de septiembre     | Gran Premio de Aragón MotorLand Aragón Longitud: 5,077 km Vueltas: 23 Distancia de carrera: 116,771 km Ganador 2017: Marc Márquez - Repsol Honda Team                                                       |                                                                  | FP1               | Andrea Dovizioso | Pole Position               | Jorge Lorenzo (1:46.881)    |
| 14    | 21, 22 y 23 de septiembre     | Gran Premio de Aragón MotorLand Aragón Longitud: 5,077 km Vueltas: 23 Distancia de carrera: 116,771 km Ganador 2017: Marc Márquez - Repsol Honda Team                                                       | FP2                                                              | Marc Márquez      | Warm Up          | Andrea Iannone              |                             |
| 14    | 21, 22 y 23 de septiembre     | Gran Premio de Aragón MotorLand Aragón Longitud: 5,077 km Vueltas: 23 Distancia de carrera: 116,771 km Ganador 2017: Marc Márquez - Repsol Honda Team                                                       | FP3                                                              | Cal Crutchlow     | Ganador          | Marc Márquez                |                             |
| 14    | 21, 22 y 23 de septiembre     | Gran Premio de Aragón MotorLand Aragón Longitud: 5,077 km Vueltas: 23 Distancia de carrera: 116,771 km Ganador 2017: Marc Márquez - Repsol Honda Team                                                       | FP4                                                              | Jorge Lorenzo     | 2.o puesto       | Andrea Dovizioso            |                             |
| 14    | 21, 22 y 23 de septiembre     | Gran Premio de Aragón MotorLand Aragón Longitud: 5,077 km Vueltas: 23 Distancia de carrera: 116,771 km Ganador 2017: Marc Márquez - Repsol Honda Team                                                       | Q1                                                               | Maverick Viñales  | 3.er puesto      | Andrea Iannone              |                             |
| 14    | 21, 22 y 23 de septiembre     | Gran Premio de Aragón MotorLand Aragón Longitud: 5,077 km Vueltas: 23 Distancia de carrera: 116,771 km Ganador 2017: Marc Márquez - Repsol Honda Team                                                       | Q1                                                               | Takaaki Nakagami  | Vuelta rápida    | Andrea Dovizioso (1:48.385) |                             |
| 14    | 21, 22 y 23 de septiembre     | Gran Premio de Aragón MotorLand Aragón Longitud: 5,077 km Vueltas: 23 Distancia de carrera: 116,771 km Ganador 2017: Marc Márquez - Repsol Honda Team                                                       | Resultados completos: Entrenamientos \| Clasificación \| Carrera |                   |                  |                             |                             |
| 15    | 5, 6 y 7 de octubre           | Gran Premio de Tailandia Circuito Internacional de Chang Longitud: 4,554 km Vueltas: 26 Distancia de carrera: 118,404 km                                                                                    |                                                                  | FP1               | Maverick Viñales | Pole Position               | Marc Márquez (1:30.088)     |
| 15    | 5, 6 y 7 de octubre           | Gran Premio de Tailandia Circuito Internacional de Chang Longitud: 4,554 km Vueltas: 26 Distancia de carrera: 118,404 km                                                                                    | FP2                                                              | Andrea Dovizioso  | Warm Up          | Marc Márquez                |                             |
| 15    | 5, 6 y 7 de octubre           | Gran Premio de Tailandia Circuito Internacional de Chang Longitud: 4,554 km Vueltas: 26 Distancia de carrera: 118,404 km                                                                                    | FP3                                                              | Andrea Dovizioso  | Ganador          | Marc Márquez                |                             |
| 15    | 5, 6 y 7 de octubre           | Gran Premio de Tailandia Circuito Internacional de Chang Longitud: 4,554 km Vueltas: 26 Distancia de carrera: 118,404 km                                                                                    | FP4                                                              | Andrea Dovizioso  | 2.o puesto       | Andrea Dovizioso            |                             |
| 15    | 5, 6 y 7 de octubre           | Gran Premio de Tailandia Circuito Internacional de Chang Longitud: 4,554 km Vueltas: 26 Distancia de carrera: 118,404 km                                                                                    | Q1                                                               | Marc Márquez      | 3.er puesto      | Maverick Viñales            |                             |
| 15    | 5, 6 y 7 de octubre           | Gran Premio de Tailandia Circuito Internacional de Chang Longitud: 4,554 km Vueltas: 26 Distancia de carrera: 118,404 km                                                                                    | Q1                                                               | Álex Rins         | Vuelta rápida    | Marc Márquez (1:31.471)     |                             |
| 15    | 5, 6 y 7 de octubre           | Gran Premio de Tailandia Circuito Internacional de Chang Longitud: 4,554 km Vueltas: 26 Distancia de carrera: 118,404 km                                                                                    | Resultados completos: Entrenamientos \| Clasificación \| Carrera |                   |                  |                             |                             |
| 16    | 19, 20 y 21 de octubre        | Gran Premio de Japón Twin Ring Motegi Longitud: 4,801 km Vueltas: 24 Distancia de carrera: 115,224 km Ganador 2017: Andrea Dovizioso - Ducati Team                                                          |                                                                  | FP1               | Andrea Dovizioso | Pole Position               | Andrea Dovizioso (1:44.590) |
| 16    | 19, 20 y 21 de octubre        | Gran Premio de Japón Twin Ring Motegi Longitud: 4,801 km Vueltas: 24 Distancia de carrera: 115,224 km Ganador 2017: Andrea Dovizioso - Ducati Team                                                          | FP2                                                              | Dani Pedrosa      | Warm Up          | Andrea Dovizioso            |                             |
| 16    | 19, 20 y 21 de octubre        | Gran Premio de Japón Twin Ring Motegi Longitud: 4,801 km Vueltas: 24 Distancia de carrera: 115,224 km Ganador 2017: Andrea Dovizioso - Ducati Team                                                          | FP3                                                              | Andrea Dovizioso  | Ganador          | Marc Márquez                |                             |
| 16    | 19, 20 y 21 de octubre        | Gran Premio de Japón Twin Ring Motegi Longitud: 4,801 km Vueltas: 24 Distancia de carrera: 115,224 km Ganador 2017: Andrea Dovizioso - Ducati Team                                                          | FP4                                                              | Marc Márquez      | 2.o puesto       | Cal Crutchlow               |                             |
| 16    | 19, 20 y 21 de octubre        | Gran Premio de Japón Twin Ring Motegi Longitud: 4,801 km Vueltas: 24 Distancia de carrera: 115,224 km Ganador 2017: Andrea Dovizioso - Ducati Team                                                          | Q1                                                               | Álvaro Bautista   | 3.er puesto      | Álex Rins                   |                             |
| 16    | 19, 20 y 21 de octubre        | Gran Premio de Japón Twin Ring Motegi Longitud: 4,801 km Vueltas: 24 Distancia de carrera: 115,224 km Ganador 2017: Andrea Dovizioso - Ducati Team                                                          | Q1                                                               | Takaaki Nakagami  | Vuelta rápida    | Marc Márquez (1:45.646)     |                             |
| 16    | 19, 20 y 21 de octubre        | Gran Premio de Japón Twin Ring Motegi Longitud: 4,801 km Vueltas: 24 Distancia de carrera: 115,224 km Ganador 2017: Andrea Dovizioso - Ducati Team                                                          | Resultados completos: Entrenamientos \| Clasificación \| Carrera |                   |                  |                             |                             |
| 17    | 26, 27 y 28 de octubre        | Gran Premio de Australia Phillip Island Longitud: 4,448 km Vueltas: 27 Distancia de carrera: 120,096 km Ganador 2017: Marc Márquez - Repsol Honda Team                                                      |                                                                  | FP1               | Maverick Viñales | Pole Position               | Marc Márquez (1:29.199)     |
| 17    | 26, 27 y 28 de octubre        | Gran Premio de Australia Phillip Island Longitud: 4,448 km Vueltas: 27 Distancia de carrera: 120,096 km Ganador 2017: Marc Márquez - Repsol Honda Team                                                      | FP2                                                              | Andrea Iannone    | Warm Up          | Andrea Iannone              |                             |
| 17    | 26, 27 y 28 de octubre        | Gran Premio de Australia Phillip Island Longitud: 4,448 km Vueltas: 27 Distancia de carrera: 120,096 km Ganador 2017: Marc Márquez - Repsol Honda Team                                                      | FP3                                                              | Marc Márquez      | Ganador          | Maverick Viñales            |                             |
| 17    | 26, 27 y 28 de octubre        | Gran Premio de Australia Phillip Island Longitud: 4,448 km Vueltas: 27 Distancia de carrera: 120,096 km Ganador 2017: Marc Márquez - Repsol Honda Team                                                      | FP4                                                              | Andrea Iannone    | 2.o puesto       | Andrea Iannone              |                             |
| 17    | 26, 27 y 28 de octubre        | Gran Premio de Australia Phillip Island Longitud: 4,448 km Vueltas: 27 Distancia de carrera: 120,096 km Ganador 2017: Marc Márquez - Repsol Honda Team                                                      | Q1                                                               | Álvaro Bautista   | 3.er puesto      | Andrea Dovizioso            |                             |
| 17    | 26, 27 y 28 de octubre        | Gran Premio de Australia Phillip Island Longitud: 4,448 km Vueltas: 27 Distancia de carrera: 120,096 km Ganador 2017: Marc Márquez - Repsol Honda Team                                                      | Q1                                                               | Pol Espargaró     | Vuelta rápida    | Maverick Viñales (1:29.632) |                             |
| 17    | 26, 27 y 28 de octubre        | Gran Premio de Australia Phillip Island Longitud: 4,448 km Vueltas: 27 Distancia de carrera: 120,096 km Ganador 2017: Marc Márquez - Repsol Honda Team                                                      | Resultados completos: Entrenamientos \| Clasificación \| Carrera |                   |                  |                             |                             |
| 18    | 2, 3 y 4 de noviembre         | Gran Premio de Malasia Circuito Internacional de Sepang Longitud: 5,543 km Vueltas: 20 Distancia de carrera: 110,86 km Ganador 2017: Andrea Dovizioso - Ducati Team                                         |                                                                  | FP1               | Andrea Dovizioso | Pole Position               | Marc Márquez (2:12.161)     |
| 18    | 2, 3 y 4 de noviembre         | Gran Premio de Malasia Circuito Internacional de Sepang Longitud: 5,543 km Vueltas: 20 Distancia de carrera: 110,86 km Ganador 2017: Andrea Dovizioso - Ducati Team                                         | FP2                                                              | Álex Rins         | Warm Up          | Maverick Viñales            |                             |
| 18    | 2, 3 y 4 de noviembre         | Gran Premio de Malasia Circuito Internacional de Sepang Longitud: 5,543 km Vueltas: 20 Distancia de carrera: 110,86 km Ganador 2017: Andrea Dovizioso - Ducati Team                                         | FP3                                                              | Maverick Viñales  | Ganador          | Marc Márquez                |                             |
| 18    | 2, 3 y 4 de noviembre         | Gran Premio de Malasia Circuito Internacional de Sepang Longitud: 5,543 km Vueltas: 20 Distancia de carrera: 110,86 km Ganador 2017: Andrea Dovizioso - Ducati Team                                         | FP4                                                              | Marc Márquez      | 2.o puesto       | Álex Rins                   |                             |
| 18    | 2, 3 y 4 de noviembre         | Gran Premio de Malasia Circuito Internacional de Sepang Longitud: 5,543 km Vueltas: 20 Distancia de carrera: 110,86 km Ganador 2017: Andrea Dovizioso - Ducati Team                                         | Q1                                                               | Álvaro Bautista   | 3.er puesto      | Johann Zarco                |                             |
| 18    | 2, 3 y 4 de noviembre         | Gran Premio de Malasia Circuito Internacional de Sepang Longitud: 5,543 km Vueltas: 20 Distancia de carrera: 110,86 km Ganador 2017: Andrea Dovizioso - Ducati Team                                         | Q1                                                               | Aleix Espargaró   | Vuelta rápida    | Álex Rins (2:00.762)        |                             |
| 18    | 2, 3 y 4 de noviembre         | Gran Premio de Malasia Circuito Internacional de Sepang Longitud: 5,543 km Vueltas: 20 Distancia de carrera: 110,86 km Ganador 2017: Andrea Dovizioso - Ducati Team                                         | Resultados completos: Entrenamientos \| Clasificación \| Carrera |                   |                  |                             |                             |
| 19    | 16, 17 y 18 de noviembre      | Gran Premio de la Comunidad Valenciana Circuito Ricardo Tormo Longitud: 4,005 km Vueltas: 27 Distancia de carrera: 108,135 km Ganador 2017: Dani Pedrosa - Repsol Honda Team                                |                                                                  | FP1               | Marc Márquez     | Pole Position               | Maverick Viñales (1:31.312) |
| 19    | 16, 17 y 18 de noviembre      | Gran Premio de la Comunidad Valenciana Circuito Ricardo Tormo Longitud: 4,005 km Vueltas: 27 Distancia de carrera: 108,135 km Ganador 2017: Dani Pedrosa - Repsol Honda Team                                | FP2                                                              | Danilo Petrucci   | Warm Up          | Marc Márquez                |                             |
| 19    | 16, 17 y 18 de noviembre      | Gran Premio de la Comunidad Valenciana Circuito Ricardo Tormo Longitud: 4,005 km Vueltas: 27 Distancia de carrera: 108,135 km Ganador 2017: Dani Pedrosa - Repsol Honda Team                                | FP3                                                              | Danilo Petrucci   | Ganador          | Andrea Dovizioso            |                             |
| 19    | 16, 17 y 18 de noviembre      | Gran Premio de la Comunidad Valenciana Circuito Ricardo Tormo Longitud: 4,005 km Vueltas: 27 Distancia de carrera: 108,135 km Ganador 2017: Dani Pedrosa - Repsol Honda Team                                | FP4                                                              | Marc Márquez      | 2.o puesto       | Álex Rins                   |                             |
| 19    | 16, 17 y 18 de noviembre      | Gran Premio de la Comunidad Valenciana Circuito Ricardo Tormo Longitud: 4,005 km Vueltas: 27 Distancia de carrera: 108,135 km Ganador 2017: Dani Pedrosa - Repsol Honda Team                                | Q1                                                               | Andrea Iannone    | 3.er puesto      | Pol Espargaró               |                             |
| 19    | 16, 17 y 18 de noviembre      | Gran Premio de la Comunidad Valenciana Circuito Ricardo Tormo Longitud: 4,005 km Vueltas: 27 Distancia de carrera: 108,135 km Ganador 2017: Dani Pedrosa - Repsol Honda Team                                | Q1                                                               | Maverick Viñales  | Vuelta rápida    | Andrea Dovizioso (1:41.863) |                             |
| 19    | 16, 17 y 18 de noviembre      | Gran Premio de la Comunidad Valenciana Circuito Ricardo Tormo Longitud: 4,005 km Vueltas: 27 Distancia de carrera: 108,135 km Ganador 2017: Dani Pedrosa - Repsol Honda Team                                | Resultados completos: Entrenamientos \| Clasificación \| Carrera |                   |                  |                             |                             |

## Clasificaciones
Sistema de puntuación
Los puntos se reparten entre los quince primeros clasificados en acabar la carrera. 
Sistema de puntuación de 1993 hasta 2022:
| Posición | 1.º | 2.º | 3.º | 4.º | 5.º | 6.º | 7.º | 8.º | 9.º | 10.º | 11.º | 12.º | 13.º | 14.º | 15.º |
| Puntos   | 25  | 20  | 16  | 13  | 11  | 10  | 9   | 8   | 7   | 6    | 5    | 4    | 3    | 2    | 1    |

### Campeonato de Pilotos
| Pos.    | Piloto             | Moto    | QAT | ARG | USA | ESP | FRA | ITA | CAT | NED | GER | CZE | AUT | GBR | RSM | ARA | THA | JPN | AUS | MAL | VAL | Ptos. |
| ------- | ------------------ | ------- | --- | --- | --- | --- | --- | --- | --- | --- | --- | --- | --- | --- | --- | --- | --- | --- | --- | --- | --- | ----- |
| 1       | Marc Márquez       | Honda   | 2   | 18  | 1   | 1   | 1   | 16  | 2   | 1   | 1   | 3   | 2   | C   | 2   | 1   | 1   | 1   | Ret | 1   | Ret | 321   |
| 2       | Andrea Dovizioso   | Ducati  | 1   | 6   | 5   | Ret | Ret | 2   | Ret | 4   | 7   | 1   | 3   | C   | 1   | 2   | 2   | 18  | 3   | 6   | 1   | 245   |
| 3       | Valentino Rossi    | Yamaha  | 3   | 19  | 4   | 5   | 3   | 3   | 3   | 5   | 2   | 4   | 6   | C   | 7   | 8   | 4   | 4   | 6   | 18  | 13  | 198   |
| 4       | Maverick Viñales   | Yamaha  | 6   | 5   | 2   | 7   | 7   | 8   | 6   | 3   | 3   | Ret | 12  | C   | 5   | 10  | 3   | 7   | 1   | 4   | Ret | 193   |
| 5       | Álex Rins          | Suzuki  | Ret | 3   | Ret | Ret | 10  | 5   | Ret | 2   | Ret | 11  | 8   | C   | 4   | 4   | 6   | 3   | 5   | 2   | 2   | 169   |
| 6       | Johann Zarco       | Yamaha  | 8   | 2   | 6   | 2   | Ret | 10  | 7   | 8   | 9   | 7   | 9   | C   | 10  | 14  | 5   | 6   | Ret | 3   | 7   | 158   |
| 7       | Cal Crutchlow      | Honda   | 4   | 1   | 19  | Ret | 8   | 6   | 4   | 6   | Ret | 5   | 4   | C   | 3   | Ret | 7   | 2   | DNS | INJ | INJ | 148   |
| 8       | Danilo Petrucci    | Ducati  | 5   | 10  | 12  | 4   | 2   | 7   | 8   | Ret | 4   | 6   | 5   | C   | 11  | 7   | 9   | 9   | 12  | 9   | Ret | 144   |
| 9       | Jorge Lorenzo      | Ducati  | Ret | 15  | 11  | Ret | 6   | 1   | 1   | 7   | 6   | 2   | 1   | C   | 17  | Ret | DNS | WD  | INJ | WD  | 12  | 134   |
| 10      | Andrea Iannone     | Suzuki  | 9   | 8   | 3   | 3   | Ret | 4   | 10  | 11  | 12  | 10  | 13  | C   | 8   | 3   | 11  | Ret | 2   | Ret | Ret | 133   |
| 11      | Dani Pedrosa       | Honda   | 7   | Ret | 7   | Ret | 5   | Ret | 5   | 15  | 8   | 8   | 7   | C   | 6   | 5   | Ret | 8   | Ret | 5   | 5   | 117   |
| 12      | Álvaro Bautista    | Ducati  | 13  | 16  | 15  | 8   | Ret | 9   | 9   | 9   | 5   | 9   | 10  | C   | 9   | Ret | 8   | 5   | 4   | 7   | Ret | 105   |
| 13      | Jack Miller        | Ducati  | 10  | 4   | 9   | 6   | 4   | Ret | Ret | 10  | 14  | 12  | 18  | C   | 18  | 9   | 10  | Ret | 7   | 8   | Ret | 91    |
| 14      | Pol Espargaró      | KTM     | Ret | 11  | 13  | 11  | 11  | 11  | 11  | 12  | Ret | DNS | INJ | INJ | Ret | DNS | 21  | 13  | Ret | Ret | 3   | 51    |
| 15      | Franco Morbidelli  | Honda   | 12  | 14  | 21  | 9   | 13  | 15  | 14  | DNS | WD  | 13  | 19  | C   | 12  | 11  | 14  | 11  | 8   | 12  | Ret | 50    |
| 16      | Hafizh Syahrin     | Yamaha  | 14  | 9   | Ret | 16  | 12  | 12  | Ret | 18  | 11  | 14  | 16  | C   | 19  | 18  | 12  | 10  | Ret | 10  | 10  | 46    |
| 17      | Aleix Espargaró    | Aprilia | 19  | Ret | 10  | Ret | 9   | Ret | Ret | 13  | DNS | 15  | 17  | C   | 14  | 6   | 13  | Ret | 9   | 11  | Ret | 44    |
| 18      | Bradley Smith      | KTM     | 18  | Ret | 16  | 13  | 14  | 14  | Ret | 17  | 10  | Ret | 14  | C   | 16  | 13  | 15  | 12  | 10  | 15  | 8   | 38    |
| 19      | Tito Rabat         | Ducati  | 11  | 7   | 8   | 14  | Ret | 13  | Ret | 16  | 13  | Ret | 11  | DNS | INJ | INJ | INJ | INJ | INJ | INJ | INJ | 35    |
| 20      | Takaaki Nakagami   | Honda   | 17  | 13  | 14  | 12  | 15  | 18  | Ret | 19  | Ret | 17  | 15  | C   | 13  | 12  | 22  | 15  | 14  | 14  | 6   | 33    |
| 21      | Scott Redding      | Aprilia | 20  | 12  | 17  | 15  | Ret | Ret | 12  | 14  | 15  | Ret | 20  | C   | 21  | 16  | 16  | 19  | 13  | 19  | 11  | 20    |
| 22      | Michele Pirro      | Ducati  |     |     |     |     |     | DNS |     |     |     |     |     |     | 15  |     |     |     |     | Ret | 4   | 14    |
| 23      | Karel Abraham      | Ducati  | 15  | 20  | Ret | 18  | 17  | Ret | 13  | Ret | 18  | 18  | 21  | C   | 20  | 15  | 17  | Ret | 11  | Ret | 14  | 12    |
| 24      | Stefan Bradl       | Honda   |     |     |     |     |     |     |     |     | 16  | Ret |     |     | Ret |     |     |     |     | 13  | 9   | 10    |
| 25      | Mika Kallio        | KTM     |     |     |     | 10  |     |     | Ret |     | DNS |     |     |     |     |     |     |     |     |     |     | 6     |
| 26      | Katsuyuki Nakasuga | Yamaha  |     |     |     |     |     |     |     |     |     |     |     |     |     |     |     | 14  |     |     |     | 2     |
| 27      | Xavier Siméon      | Ducati  | 21  | 21  | 20  | 17  | 18  | 17  | Ret | Ret | 19  | 20  | Ret | C   | Ret | 19  | 18  | 16  | 15  | 17  | DNS | 1     |
| 28      | Jordi Torres       | Ducati  |     |     |     |     |     |     |     |     |     |     |     |     |     | 20  | 19  | 17  | 17  | DNS | 15  | 1     |
| 29      | Thomas Lüthi       | Honda   | 16  | 17  | 18  | Ret | 16  | Ret | Ret | 20  | 17  | 16  | 22  | C   | 22  | 17  | 20  | 20  | 16  | 16  | Ret | 0     |
| 30      | Mike Jones         | Ducati  |     |     |     |     |     |     |     |     |     |     |     |     |     |     |     |     | 18  |     |     | 0     |
| 31      | Sylvain Guintoli   | Suzuki  |     |     |     |     |     |     | Ret |     |     | 19  |     |     |     |     |     | 21  |     |     |     | 0     |
| 32      | Christophe Ponsson | Ducati  |     |     |     |     |     |     |     |     |     |     |     |     | 23  |     |     |     |     |     |     | 0     |
| NC      | Loris Baz          | KTM     |     |     |     |     |     |     |     |     |     |     |     | C   |     |     |     |     |     |     |     | 0     |
| Pos.    | Piloto             | Moto    | QAT | ARG | USA | ESP | FRA | ITA | CAT | NED | GER | CZE | AUT | GBR | RSM | ARA | THA | JPN | AUS | MAL | VAL | Ptos. |
| Fuente: |                    |         |     |     |     |     |     |     |     |     |     |     |     |     |     |     |     |     |     |     |     |       |

| Color     | Resultado                                                               |
| --------- | ----------------------------------------------------------------------- |
| Oro       | Ganador                                                                 |
| Plata     | 2.ª plaza                                                               |
| Bronce    | 3.ª plaza                                                               |
| Verde     | Finalizó en los puntos                                                  |
| Azul      | Finalizó sin puntos                                                     |
| Azul      | NC - No clasificado                                                     |
| Violeta   | Ret - No terminó (Carrera)                                              |
| Rojo      | DNQ - No se clasificó                                                   |
| Negro     | DSQ - Descalificado                                                     |
| Blanco    | DNS - No empezó (carrera)                                               |
| Blanco    | WD - Retirado (fin de semana)                                           |
| Blanco    | C - Carrera cancelada                                                   |
| Sin color | DNP - Inscrito pero no participó                                        |
| Sin color | INJ - Lesionado                                                         |
| Sin color | EX - Excluido                                                           |
| Estado    | Resultado                                                               |
| Negrita   | Pole position                                                           |
| Cursiva   | Vuelta rápida                                                           |
| †         | Abandona, pero clasifica al completar el porcentaje requerido para ello |

### Campeonato de Pilotos Independientes
| Pos.    | Piloto             | Moto    | QAT | ARG | USA | ESP | FRA | ITA | CAT | NED | GER | CZE | AUT | GBR | RSM | ARA | THA | JPN | AUS | MAL | VAL | Ptos. |
| ------- | ------------------ | ------- | --- | --- | --- | --- | --- | --- | --- | --- | --- | --- | --- | --- | --- | --- | --- | --- | --- | --- | --- | ----- |
| 1       | Johann Zarco       | Yamaha  | 8   | 2   | 6   | 2   | Ret | 10  | 7   | 8   | 9   | 7   | 9   | C   | 10  | 14  | 5   | 6   | Ret | 3   | 7   | 158   |
| 2       | Cal Crutchlow      | Honda   | 4   | 1   | 19  | Ret | 8   | 6   | 4   | 6   | Ret | 5   | 4   | C   | 3   | Ret | 7   | 2   | DNS | INJ | INJ | 148   |
| 3       | Danilo Petrucci    | Ducati  | 5   | 10  | 12  | 4   | 2   | 7   | 8   | Ret | 4   | 6   | 5   | C   | 11  | 7   | 9   | 9   | 12  | 9   | Ret | 144   |
| 4       | Álvaro Bautista    | Ducati  | 13  | 16  | 15  | 8   | Ret | 9   | 9   | 9   | 5   | 9   | 10  | C   | 9   | Ret | 8   | 5   |     | 7   | Ret | 92    |
| 5       | Jack Miller        | Ducati  | 10  | 4   | 9   | 6   | 4   | Ret | Ret | 10  | 14  | 12  | 18  | C   | 18  | 9   | 10  | Ret | 7   | 8   | Ret | 91    |
| 6       | Franco Morbidelli  | Honda   | 12  | 14  | 21  | 9   | 13  | 15  | 14  | DNS | WD  | 13  | 19  | C   | 12  | 11  | 14  | 11  | 8   | 12  | Ret | 50    |
| 7       | Hafizh Syahrin     | Yamaha  | 14  | 9   | Ret | 16  | 12  | 12  | Ret | 18  | 11  | 14  | 16  | C   | 19  | 18  | 12  | 10  | Ret | 10  | 10  | 46    |
| 8       | Aleix Espargaró    | Aprilia | 19  | Ret | 10  | Ret | 9   | Ret | Ret | 13  | DNS | 15  | 17  | C   | 14  | 6   | 13  | Ret | 9   | 11  | Ret | 44    |
| 9       | Tito Rabat         | Ducati  | 11  | 7   | 8   | 14  | Ret | 13  | Ret | 16  | 13  | Ret | 11  | DNS | INJ | INJ | INJ | INJ | INJ | INJ | INJ | 35    |
| 10      | Takaaki Nakagami   | Honda   | 17  | 13  | 14  | 12  | 15  | 18  | Ret | 19  | Ret | 17  | 15  | C   | 13  | 12  | 22  | 15  | 14  | 14  | 6   | 33    |
| 11      | Scott Redding      | Aprilia | 20  | 12  | 17  | 15  | Ret | Ret | 12  | 14  | 15  | Ret | 20  | C   | 21  | 16  | 16  | 19  | 13  | 19  | 11  | 20    |
| 12      | Karel Abraham      | Ducati  | 15  | 20  | Ret | 18  | 17  | Ret | 13  | Ret | 18  | 18  | 21  | C   | 20  | 15  | 17  | Ret | 11  | Ret | 14  | 12    |
| 13      | Stefan Bradl       | Honda   |     |     |     |     |     |     |     |     | 16  |     |     |     |     |     |     |     |     | 13  | 9   | 10    |
| 14      | Xavier Siméon      | Ducati  | 21  | 21  | 20  | 17  | 18  | 17  | Ret | Ret | 19  | 20  | Ret | C   | Ret | 19  | 18  | 16  | 15  | 17  | DNS | 1     |
| 15      | Jordi Torres       | Ducati  |     |     |     |     |     |     |     |     |     |     |     |     |     | 20  | 19  | 17  | 17  | DNS | 15  | 1     |
| 16      | Thomas Lüthi       | Honda   | 16  | 17  | 18  | Ret | 16  | Ret | Ret | 20  | 17  | 16  | 22  | C   | 22  | 17  | 20  | 20  | 16  | 16  | Ret | 0     |
| 17      | Mike Jones         | Ducati  |     |     |     |     |     |     |     |     |     |     |     |     |     |     |     |     | 18  |     |     | 0     |
| 18      | Christophe Ponsson | Ducati  |     |     |     |     |     |     |     |     |     |     |     |     | 23  |     |     |     |     |     |     | 0     |
| Pos.    | Piloto             | Moto    | QAT | ARG | USA | ESP | FRA | ITA | CAT | NED | GER | CZE | AUT | GBR | RSM | ARA | THA | JPN | AUS | MAL | VAL | Ptos. |
| Fuente: |                    |         |     |     |     |     |     |     |     |     |     |     |     |     |     |     |     |     |     |     |     |       |

### Campeonato de Novatos
| Pos.    | Piloto            | Moto   | QAT | ARG | USA | ESP | FRA | ITA | CAT | NED | GER | CZE | AUT | GBR | RSM | ARA | THA | JPN | AUS | MAL | VAL | Ptos. |
| ------- | ----------------- | ------ | --- | --- | --- | --- | --- | --- | --- | --- | --- | --- | --- | --- | --- | --- | --- | --- | --- | --- | --- | ----- |
| 1       | Franco Morbidelli | Honda  | 12  | 14  | 21  | 9   | 13  | 15  | 14  | DNS | WD  | 13  | 19  | C   | 12  | 11  | 14  | 11  | 8   | 12  | Ret | 50    |
| 2       | Hafizh Syahrin    | Yamaha | 14  | 9   | Ret | 16  | 12  | 12  | Ret | 18  | 11  | 14  | 16  | C   | 19  | 18  | 12  | 10  | Ret | 10  | 10  | 46    |
| 3       | Takaaki Nakagami  | Honda  | 17  | 13  | 14  | 12  | 15  | 18  | Ret | 19  | Ret | 17  | 15  | C   | 13  | 12  | 22  | 15  | 14  | 14  | 6   | 33    |
| 4       | Xavier Siméon     | Ducati | 21  | 21  | 20  | 17  | 18  | 17  | Ret | Ret | 19  | 20  | Ret | C   | Ret | 19  | 18  | 16  | 15  | 17  | DNS | 1     |
| 5       | Thomas Lüthi      | Honda  | 16  | 17  | 18  | Ret | 16  | Ret | Ret | 20  | 17  | 16  | 22  | C   | 22  | 17  | 20  | 20  | 16  | 16  | Ret | 0     |
| Pos.    | Piloto            | Moto   | QAT | ARG | USA | ESP | FRA | ITA | CAT | NED | GER | CZE | AUT | GBR | RSM | ARA | THA | JPN | AUS | MAL | VAL | Ptos. |
| Fuente: |                   |        |     |     |     |     |     |     |     |     |     |     |     |     |     |     |     |     |     |     |     |       |

### BMW M Award
| Pos.    | Piloto            | Moto    | QAT | ARG | USA | ESP | FRA | ITA | CAT | NED | GER | CZE | AUT | GBR | RSM | ARA | THA | JPN | AUS | MAL | VAL | Ptos. |
| ------- | ----------------- | ------- | --- | --- | --- | --- | --- | --- | --- | --- | --- | --- | --- | --- | --- | --- | --- | --- | --- | --- | --- | ----- |
| 1       | Marc Márquez      | Honda   | 2   | 6   | 1   | 5   | 2   | 6   | 2   | 1   | 1   | 3   | 1   | 5   | 5   | 3   | 1   | 6   | 1   | 1   | 5   | 341   |
| 2       | Andrea Dovizioso  | Ducati  | 5   | 8   | 8   | 8   | 5   | 7   | 3   | 4   | 5   | 1   | 2   | 2   | 4   | 2   | 3   | 1   | 9   | 5   | 3   | 268   |
| 3       | Johann Zarco      | Yamaha  | 1   | 3   | 4   | 3   | 1   | 9   | 8   | 8   | 14  | 7   | 6   | 3   | 9   | 14  | 8   | 2   | 3   | 2   | 11  | 233   |
| 4       | Jorge Lorenzo     | Ducati  | 9   | 14  | 6   | 4   | 6   | 2   | 1   | 10  | 3   | 4   | 3   | 1   | 1   | 1   | DNS | WD  | INJ | WD  | 12  | 217   |
| 5       | Maverick Viñales  | Yamaha  | 12  | 9   | 2   | 11  | 8   | 3   | 4   | 6   | 4   | 12  | 11  | 11  | 3   | 11  | 4   | 7   | 2   | 11  | 1   | 203   |
| 6       | Valentino Rossi   | Yamaha  | 8   | 11  | 5   | 10  | 9   | 1   | 7   | 3   | 6   | 2   | 14  | 12  | 7   | 18  | 2   | 9   | 7   | 3   | 15  | 185   |
| 7       | Cal Crutchlow     | Honda   | 4   | 10  | 7   | 1   | 13  | 8   | 10  | 2   | 7   | 5   | 5   | 4   | 6   | 4   | 5   | 4   | DNS | INJ | INJ | 181   |
| 8       | Andrea Iannone    | Suzuki  | 11  | 12  | 3   | 7   | 4   | 4   | 5   | 9   | 8   | 8   | 8   | 7   | 13  | 5   | 6   | 5   | 4   | 4   | 7   | 181   |
| 9       | Danilo Petrucci   | Ducati  | 3   | 18  | 10  | 9   | 3   | 5   | 6   | 11  | 2   | 6   | 4   | 6   | 8   | 7   | 9   | 15  | 8   | 7   | 4   | 179   |
| 10      | Álex Rins         | Suzuki  | 6   | 5   | 11  | 6   | 15  | 10  | 15  | 5   | 11  | 9   | 10  | 10  | 10  | 9   | 11  | 8   | 5   | 8   | 2   | 144   |
| 11      | Jack Miller       | Ducati  | 10  | 1   | 18  | 12  | 7   | 11  | 13  | 16  | 15  | 17  | 17  | 9   | 2   | 10  | 10  | 3   | 6   | 6   | 10  | 134   |
| 12      | Dani Pedrosa      | Honda   | 7   | 2   | 9   | 2   | 10  | 20  | 11  | 18  | 10  | 10  | 9   | 16  | 11  | 6   | 7   | 11  | 15  | 10  | 9   | 129   |
| 13      | Tito Rabat        | Ducati  | 16  | 4   | 14  | 17  | 11  | 13  | 9   | 14  | 19  | 11  | 7   | DNS | INJ | INJ | INJ | INJ | INJ | INJ | INJ | 46    |
| 14      | Aleix Espargaró   | Aprilia | 13  | 7   | 19  | 13  | 12  | 21  | 16  | 7   | 13  | 22  | 15  | 17  | 15  | 15  | 16  | 19  | 16  | 12  | 8   | 46    |
| 15      | Álvaro Bautista   | Ducati  | 21  | 19  | 21  | 19  | 20  | 16  | 22  | 12  | 9   | 14  | 12  | 20  | 14  | 8   | 12  | 10  |     | 9   | 18  | 44    |
| 16      | Takaaki Nakagami  | Honda   | 23  | 24  | 13  | 14  | 19  | 18  | 12  | 13  | 12  | 19  | 21  | 18  | 17  | 12  | 14  | 12  | 12  | 19  | 13  | 33    |
| 17      | Franco Morbidelli | Honda   | 14  | 22  | 17  | 15  | 16  | 12  | 12  | DNS | WD  | 13  | 16  | 13  | 12  | 13  | 13  | 17  | 13  | 17  | 14  | 28    |
| 18      | Pol Espargaró     | KTM     | 22  | 16  | 12  | 16  | 18  | 15  | 19  | 21  | 16  | 18  | INJ | INJ | 18  | DNS | 19  | 14  | 11  | 14  | 6   | 24    |
| 19      | Bradley Smith     | KTM     | 20  | 21  | 15  | 20  | 17  | 17  | 17  | 20  | 17  | 15  | 13  | 8   | 16  | 16  | 15  | 13  | 14  | 15  | 20  | 20    |
| 20      | Hafizh Syahrin    | Yamaha  | 15  | 23  | 16  | 21  | 14  | 14  | 14  | 15  | 18  | 16  | 18  | 22  | 22  | 19  | 18  | 16  | 10  | 20  | 19  | 14    |
| 21      | Scott Redding     | Aprilia | 17  | 15  | 22  | 24  | 22  | 23  | 20  | 17  | 20  | 23  | 20  | 14  | 19  | 21  | 21  | 20  | 18  | 13  | 21  | 6     |
| 22      | Karel Abraham     | Ducati  | 19  | 13  | 23  | 22  | 24  | 22  | 21  | 19  | 22  | 21  | 23  | 19  | 21  | 17  | 17  | 18  |     | 18  | 17  | 3     |
| 23      | Thomas Luthi      | Honda   | 18  | 20  | 20  | 18  | 21  | 19  | 23  | 22  | 21  | 20  | 22  | 15  | 20  | 20  | 20  | 21  | 17  | 16  | 16  | 1     |
| 24      | Xavier Simeon     | Ducati  | 24  | 17  | 24  | 23  | 23  | 24  | 24  | 23  | 23  | 24  | 19  | 21  |     |     |     |     |     |     |     | 0     |
| Pos.    | Piloto            | Moto    | QAT | ARG | USA | ESP | FRA | ITA | CAT | NED | GER | CZE | AUT | GBR | RSM | ARA | THA | JPN | AUS | MAL | VAL | Ptos. |
| Fuente: |                   |         |     |     |     |     |     |     |     |     |     |     |     |     |     |     |     |     |     |     |     |       |

### Campeonato de Constructores
| Pos. | Constructor | QAT | ARG | USA | ESP | FRA | ITA | CAT | NED | GER | CZE | AUT | GBR | RSM | ARA | THA | JPN | AUS | MAL | VAL | Ptos. |
| ---- | ----------- | --- | --- | --- | --- | --- | --- | --- | --- | --- | --- | --- | --- | --- | --- | --- | --- | --- | --- | --- | ----- |
| 1    | Honda       | 2   | 1   | 1   | 1   | 1   | 6   | 2   | 1   | 1   | 3   | 2   | C   | 2   | 1   | 1   | 1   | 8   | 1   | 5   | 375   |
| 2    | Ducati      | 1   | 4   | 5   | 4   | 2   | 1   | 1   | 4   | 4   | 1   | 1   | C   | 1   | 2   | 2   | 5   | 3   | 6   | 1   | 335   |
| 3    | Yamaha      | 3   | 2   | 2   | 2   | 3   | 3   | 3   | 3   | 2   | 4   | 6   | C   | 5   | 8   | 3   | 4   | 1   | 3   | 7   | 281   |
| 4    | Suzuki      | 9   | 3   | 3   | 3   | 10  | 4   | 10  | 2   | 12  | 10  | 8   | C   | 4   | 3   | 6   | 3   | 2   | 2   | 2   | 233   |
| 5    | KTM         | 18  | 11  | 13  | 10  | 11  | 11  | 11  | 12  | 10  | Ret | 14  | C   | 16  | 13  | 15  | 12  | 10  | 15  | 3   | 71    |
| 6    | Aprilia     | 19  | 12  | 10  | 15  | 9   | Ret | 12  | 13  | 15  | 15  | 17  | C   | 14  | 6   | 13  | 19  | 9   | 11  | 11  | 59    |
| Pos. | Constructor | QAT | ARG | USA | ESP | FRA | ITA | CAT | NED | GER | CZE | AUT | GBR | RSM | ARA | THA | JPN | AUS | MAL | VAL | Ptos. |